# De Dion-Bouton Type AB
Der De Dion-Bouton Type AB ist ein Pkw-Modell aus der Anfangszeit des 20. Jahrhunderts. Hersteller war De Dion-Bouton aus Frankreich.

## Beschreibung
Die Zulassung durch die nationale Zulassungsbehörde erfolgte am 6. Juli 1905. Vorgänger war der Type W.
Der Zweizylindermotor hat 90 mm Bohrung, 110 mm Hub, 1400 cm³ Hubraum, war damals in Frankreich mit 10 Cheval fiscal (Steuer-PS) eingestuft und leistet etwa genauso viel PS. Er ist vorne im Fahrgestell montiert und treibt über ein Dreiganggetriebe und eine Kardanwelle die Hinterräder an. Der Wasserkühler befindet sich unterhalb der Motorhaube vor der Vorderachse. Die Hinterachse ist eine De-Dion-Achse.
Die Basis bildet ein Rohrrahmen. Der Radstand beträgt wahlweise 2038 mm oder 2662 mm, die Spurweite 1184 mm. Die Vorderräder haben zehn Speichen, die Hinterräder zwölf.
Bekannt sind Aufbauten als Tonneau, Doppelphaeton und Landaulet.
Das Modell wurde sechs Monate lang produziert. Nachfolger wurde der Type AV, der am 3. August 1906 seine Zulassung erhielt.